# 東園秘器
東園秘器，中國古代皇族喪葬用品，由皇室家族、王侯，以及獲得皇帝賞賜的大臣家族使用。由皇室少府屬下的東園署工匠製作，包含布縵、斂服、棺槨、溫明、黃腸題湊、玉衣及飯含等，放置於死者墓室之中，陪伴死者。東園秘器起源自漢朝，下至魏晉南北朝，以至於隋唐時尚有使用。

## 概論
漢朝皇室少府下轄東園匠，與考工室、右工室，合稱三工官。漢朝皇帝在即位時就會開始興建陵墓，稱壽陵。東園匠專門為皇室製作喪葬用品，這些用品稱為東園秘器。
東園秘器的起源不詳，文獻記載最早見於《漢書》，霍光過世時，曾賜東園溫明。西漢哀帝時的幸臣董賢家族曾獲東園秘器陪葬。